# Dust Bowl Ballads
Dust Bowl Ballads è un album di Woody Guthrie originariamente pubblicato nel 1940 dalla Victor Records.

## Descrizione
Oltre ad essere considerato una pietra miliare dei generi folk e rock (furono un'importante influenza per molti cantautori venuti dopo, come Pete Seeger, Bob Dylan, Bruce Springsteen, Phil Ochs e Joe Strummer) Dust Bowl Ballads è stato reputato da alcuni il primo concept album (primato che però altri assegnano a I Hear a New World di Joe Meek, uscito nel 1960). Le canzoni contenute nel disco vennero registrate durante il soggiorno a New York dell'artista, sono semi-autobiografiche e raccontano del periodo di vita di Guthrie, e relative esperienze, durante l'epoca delle grandi tempeste di sabbia, senza però disdegnare temi di attivismo sociale e politico.

## Pubblicazione
L'album uscì originariamente in più dischi da 78 giri. La maggior parte delle canzoni venne poi raccolta in due volumi editi nel 1940 dalla Victor Records.
Ne uscirono delle riedizioni piuttosto diverse tra loro. Si segnalano quelle del 1950 e del 1964 della Folkways, quella del 1964 ad opera della RCA Victor e una del 2000 della Buddha Records.

## Tracce

### Edizione del 1940 (Victor Records)
1. Talkin' Dust Bowl Blues – 2:45
2. Blowing Down This Road – 3:06
3. Do Re Mi – 2:40
4. Dust Cain't Kill Me – 2:58
5. Tom Joad-Part 1 – 3:24
6. Tom Joad-Part 2 – 3:30
7. The Great Dust Storm – 3:24
8. Dusty Old Dust – 3:09
9. Dust Bowl Refugee – 3:14
10. Dust Pneumonia Blues – 2:46
11. I Ain't Got No Home In This World Anymore – 2:50
12. Vigilante Man – 2:50

Durata totale: 36:36

### Edizione del 1950 (Folkways Records)
1. Dust Storm Disaster
2. So Long (Dusty Old Dust)
3. Talking Dust Blues
4. Dust Can't Kill Me
5. Blowing Down This Road
6. Dust Bowl Refugee
7. Tom Joad, Part 1
8. Tom Joad, Part 2

Durata totale: 0:00

### Edizione del 1964 (Folkways Records Records)
1. Talkin' Dust Bowl Blues – 2:45
2. Blowin' Down This Road – 3:06
3. Do Re Mi – 2:40
4. Dust Cain't Kill Me – 2:58
5. Tom Joad (Part 1) / Tom Joad (Part 2) – 6:34
6. The Great Dust Storm – 3:24
7. Dusty Old Dust – 3:09
8. Dust Bowl Refugee – 3:14
9. Dust Pneumonia Blues – 2:46
10. I Ain't Got No Home In This World Anymore – 2:50
11. Vigilante Man – 3:31

Durata totale: 36:57

### Edizione del 1964 (RCA Victor Records)
1. The Great Dust Storm – 3:22
2. I Ain't Got No Home In This World Anymore – 2:47
3. Talkin' Dust Bowl Blues – 2:42
4. Vigilante Man – 3:22
5. Dust Cain't Kill Me – 2:57
6. Pretty Boy Floyd – 3:08
7. Dust Pneumonia Blues – 2:46
8. Blowin' Down This Road – 3:02
9. Tom Joad - Part 1 – 3:27
10. Tom Joad - Part 2 – 3:27
11. Dust Bowl Refugee – 3:06
12. Do Re Mi – 2:35
13. Dust Bowl Blues – 3:27
14. Dusty Old Dust – 3:07

Durata totale: 43:15

### Edizione del 2000 (Buddha Records)
1. The Great Dust Storm (Dust Storm Disaster) – 3:21
2. Talking Dust Bowl Blues – 2:42
3. Pretty Boy Floyd – 3:10
4. Dusty Old Dust (So Long It's Been Good to Know Yuh) – 3:09
5. Dust Bowl Blues – 3:27
6. Blowin' Down the Road (I Ain't Going to Be Treated This Way) – 3:04
7. Tom Joad, Pt. 1 – 3:24
8. Tom Joad, Pt. 2" – 3:30
9. Do Re Mi – 2:36
10. Dust Bowl Refugee – 3:07
11. I Ain't Got No Home – 2:46
12. Vigilante Man – 3:23
13. Dust Cain't Kill Me – 2:56
14. Dust Pneumonia Blues – 2:42
15. Talking Dust Bowl Blues (alternate version) – 2:27

Durata totale: 45:44